# Exilisciurus
Exilisciurus es un género de roedores de la familia Sciuridae. Se distribuyen por las Filipinas y Borneo.

## Especies
Se reconocen las siguientes especies:
- Exilisciurus concinnus (Thomas, 1888)
- Exilisciurus exilis (Müller, 1838)
- Exilisciurus whiteheadi (Thomas, 1887)